# Max Strus
Max Strus (Hickory Hills, 28 marzo 1996) è un cestista statunitense.

## Statistiche

### NCAA

#### Division II
| Anno      | Squadra      | PG | PT | MP   | TC%  | 3P%  | TL%  | RP  | AP  | PRP | SP  | PP   |
| --------- | ------------ | -- | -- | ---- | ---- | ---- | ---- | --- | --- | --- | --- | ---- |
| 2014-2015 | Lewis Flyers | 31 | 31 | 28,8 | 52,1 | 35,2 | 77,3 | 5,3 | 2,2 | 1,5 | 0,8 | 13,3 |
| 2015-2016 | Lewis Flyers | 33 | 33 | 36,2 | 45,5 | 36,0 | 82,3 | 8,4 | 3,5 | 1,2 | 0,8 | 20,2 |
| Carriera  | Carriera     | 64 | 64 | 32,6 | 47,9 | 35,7 | 80,7 | 6,9 | 2,9 | 1,4 | 0,8 | 16,8 |

#### Division I
| Anno      | Squadra          | PG | PT | MP   | TC%  | 3P%  | TL%  | RP  | AP  | PRP | SP  | PP   |
| --------- | ---------------- | -- | -- | ---- | ---- | ---- | ---- | --- | --- | --- | --- | ---- |
| 2017-2018 | DePaul B. Demons | 31 | 31 | 35,6 | 40,8 | 33,3 | 80,3 | 5,6 | 2,7 | 1,3 | 0,5 | 16,8 |
| 2018-2019 | DePaul B. Demons | 35 | 35 | 37,4 | 42,9 | 36,3 | 84,2 | 5,9 | 2,2 | 0,9 | 0,5 | 20,1 |
| Carriera  | Carriera         | 66 | 66 | 36,6 | 42,0 | 35,0 | 82,5 | 5,8 | 2,5 | 1,1 | 0,5 | 18,6 |

#### Massimi in carriera
Statistiche riguardanti solo gli anni in Division I
- Massimo di punti: 43 vs St. John's (3 marzo 2019)[1]
- Massimo di rimbalzi: 13 vs Illinois-Chicago (14 dicembre 2018)
- Massimo di assist: 7 vs Cleveland State (28 novembre 2018)
- Massimo di palle rubate: 4 (3 volte)
- Massimo di stoppate: 2 (2 volte)
- Massimo di minuti giocati: 45 vs South Florida (3 aprile 2019)

### NBA

#### Regular Season
| Anno      | Squadra             | PG  | PT  | MP   | TC%  | 3P%  | TL%  | RP  | AP  | PRP | SP  | PP   |
| --------- | ------------------- | --- | --- | ---- | ---- | ---- | ---- | --- | --- | --- | --- | ---- |
| 2019-2020 | Chicago Bulls       | 2   | 0   | 3,1  | 66,7 | 0,0  | 100  | 0,5 | 0,0 | 0,0 | 0,0 | 2,5  |
| 2020-2021 | Miami Heat          | 39  | 0   | 13,0 | 45,5 | 33,8 | 66,7 | 1,1 | 0,6 | 0,3 | 0,1 | 6,1  |
| 2021-2022 | Miami Heat          | 68  | 16  | 23,3 | 44,1 | 41,0 | 79,2 | 3,0 | 1,4 | 0,4 | 0,2 | 10,6 |
| 2022-2023 | Miami Heat          | 80  | 33  | 28,4 | 41,0 | 35,0 | 87,6 | 3,2 | 2,1 | 0,5 | 0,2 | 11,5 |
| 2023-2024 | Cleveland Cavaliers | 70  | 70  | 32,0 | 41,8 | 35,1 | 79,4 | 4,8 | 4,0 | 0,9 | 0,4 | 12,2 |
| 2024-2025 | Cleveland Cavaliers | 50  | 37  | 25,5 | 44,2 | 38,6 | 82,4 | 4,3 | 3,2 | 0,5 | 0,2 | 9,4  |
| Carriera  | Carriera            | 309 | 156 | 25,5 | 42,7 | 36,8 | 81,2 | 3,4 | 2,4 | 0,6 | 0,2 | 10,4 |

#### Play-off
| Anno     | Squadra             | PG | PT | MP   | TC%  | 3P%  | TL%  | RP  | AP  | PRP | SP  | PP   |
| -------- | ------------------- | -- | -- | ---- | ---- | ---- | ---- | --- | --- | --- | --- | ---- |
| 2021     | Miami Heat          | 2  | 0  | 2,9  | 0,0  | -    | -    | 0,0 | 0,0 | 0,0 | 0,0 | 0,0  |
| 2022     | Miami Heat          | 18 | 18 | 29,0 | 37,4 | 33,1 | 72,2 | 4,1 | 2,1 | 0,8 | 0,4 | 10,9 |
| 2023     | Miami Heat          | 23 | 23 | 28,2 | 40,2 | 31,9 | 80,0 | 3,6 | 1,4 | 0,3 | 0,3 | 9,3  |
| 2024     | Cleveland Cavaliers | 12 | 12 | 36,2 | 40,8 | 34,7 | 100  | 5,3 | 2,9 | 0,8 | 0,0 | 9,5  |
| 2025     | Cleveland Cavaliers | 9  | 9  | 28,1 | 41,6 | 38,8 | 83,3 | 5,7 | 3,9 | 0,7 | 0,2 | 11,7 |
| Carriera | Carriera            | 64 | 62 | 29,1 | 39,5 | 33,9 | 79,6 | 4,2 | 2,2 | 0,6 | 0,3 | 9,8  |

#### Massimi in carriera
- Massimo di punti: 32 vs Orlando Magic (17 dicembre 2021)[2]
- Massimo di rimbalzi: 11 vs Philadelphia 76ers (12 maggio 2022)
- Massimo di assist: 10 vs New Orleans Pelicans (18 gennaio 2023)
- Massimo di palle rubate: 3 (3 volte)
- Massimo di stoppate: 2 (6 volte)
- Massimo di minuti giocati: 45 vs Washington Wizards (18 novembre 2022)

### G League
| Anno      | Squadra          | PG | PT | MP   | TC%  | 3P%  | TL%  | RP  | AP  | PRP | SP  | PP   |
| --------- | ---------------- | -- | -- | ---- | ---- | ---- | ---- | --- | --- | --- | --- | ---- |
| 2019-2020 | Windy City Bulls | 13 | 12 | 34,9 | 41,5 | 30,8 | 96,3 | 5,9 | 3,2 | 0,8 | 0,5 | 18,2 |
| Carriera  | Carriera         | 13 | 12 | 34,9 | 41,5 | 30,8 | 96,3 | 5,9 | 3,2 | 0,8 | 0,5 | 18,2 |